# Jangcshon állomás
Jangcshon (Yangchon) állomás a szöuli metró Kimpho (Gimpo) Goldline vonalának állomása, mely Kjonggi (Gyeonggi) tartomány Kimpho (Gimpo) városában található. Az állomás nevéről 2016-ban döntöttek.

## Viszonylatok
| Kimpho Goldline | Kimpho Goldline               | Kimpho Goldline                              |
| --------------- | ----------------------------- | -------------------------------------------- |
| végállomás      | Kimpho (Gimpo) Goldline vonal | Kure (Gurae) Kimphói (Gimpói) repülőtér felé |